# Gróf Teleki spekulációja
Gróf Teleki József (1738–1796) spekulációja jelentős mennyiségű arany letétbe helyezése egy ismeretlen svájci bankban a gróf rendeletére. A „spekuláció” kifejezés a reália Teleki által várt értékváltozását illetve az abból származó potenciális hozamot jelöli. Az arany piaci értékének átlagos emelkedése a történelem folyamán jövedelmező befektetési alternatívaként tünteti fel a nemesfémet. Teleki József, bízva az arany értékének kedvező alakulásában, a 18. század végén magyar és erdélyi birtokairól Svájcba vitette saját aranykészletét.

## Előzmények
A Rákóczi-szabadságharc (1703–1711) során II. Rákóczi Ferenc francia királyi sürgetésre elsőként szervezett kiterjedt lázadást a Habsburg abszolutizmus ellen Magyarországon. Ezekben az években XIV. Lajos francia király és a Habsburgok ismét konfliktusba kerültek a spanyol trón megüresedése következtében. A franciák biztosították a magyar felkelőket anyagi támogatásukról, így két oldalról indíthattak támadás a Habsburg területek ellen.
XIV. Lajos francia király (1638-1715) ekkoriban Európa talán leggazdagabb uralkodójaként nagy mennyiségben volt képes aranyat szállíttatni, melyet a szövetséges bajor illetve lengyel területeken keresztül juttatott el Magyarországra. A francia arany pénznek, vagy pénzveréshez fedezetként szolgált volna. (A háborúkat legtöbbször pénzveréssel finanszírozták, melyre a 20. században is akad példa.)
A kezdeti sikerek ellenére hamar kiderült, hogy a felszerelésekben gazdagabb, nagyobb létszámú, kiképzett hadsereggel szemben kevés esély mutatkozott a győzelemre. A Habsburg Birodalom nyugaton sem szenvedett jelentős vereséget, így a magyar trónra kiszemelt bajor fejedelmet végül nem sikerült elcsábítani. A vele hozott vagyon nélkül Rákóczi serege teljes mértékben a franciák támogatására szorult. Felismerve a lázadás kétes kimenetelét, Rákóczi nem használta fel az aranyat, azt titokban tartotta. Helyette rézből vert saját érméket, IV. Béla magyar király óta először Magyarországon, melyeket polturának, köznyelven libertásnak hívtak (vélhetően a tízpolturás érmén található „pro libertate” azaz „a szabadságért” felirat miatt). A poltura nem terjedt el nagyobb forgalomban csereeszközként, a szabadságharc után értéktelenné vált. Az arany a szabadságharc végéig Rákóczi és kancellárja felügyelete alatt maradt. Csupán ők és néhány bizalmasuk tudtak a máig beazonosítatlan helyszínről, ahol átvették az aranyszállítmányt. Miután Rákóczi elmenekült az országból, az aranykészlet a kancellár, Ráday Pál (1677–1733) családi vagyonát gyarapította.

## Az arany öröklése
Az aranyat Ráday Pál lánya, Ráday Eszter (1716-1764) örökölte apjától. Eszter 1732-ben feleségül ment Teleki Lászlóhoz. Így került később az arany egyetlen felnevelt fiukhoz, Teleki Józsefhez. Az évek során örökölt vagyon felkeltette az ifjú Teleki érdeklődését, így elhatározta, hogy bankárnak tanul. Az 1760-as években egy bázeli egyetemre került, ahol banki kapcsolatokat épített ki. Felfigyelt az ottani intézmények professzionalizmusára és biztonságukra. Tanulmányai során rájött, hogy az aranykészlet a jövőben többet is fialhat, illetve megtalálta a módját az arany ideális felhasználására. Miután egybegyűjtötte az aranykészletet, aranyérméket veretett belőle, majd az 1780-as években elszállíttatta Svájcba.
A kivitelt követő évszázadban is fennmaradó pletyka szerint Teleki nem szállíttatta el a teljes készletet, csekély mennyiségben még ma is fellelhető – igaz, ezt igazoló bizonyíték még nem került elő.
Teleki stratégiája az volt, hogy az érméket nemesfém forrásként megtartja, mely kettős célt szolgált. Egyrészt, a magyar nemesek többségével ellentétben szakított az „azonnal éljük föl, amink van” elvvel, és mivel magas életszínvonalat tudott biztosítani családjának, az arany azonnali felhasználásától eltekintett. Tehát egyfajta időtálló vagyongyarapítási célt szolgált, mivel úgy gondolta Teleki, a történelem ismétli önmagát, és az arany értéke tovább fog emelkedni. Másrészt viszont, az arany bizonyíthatóan francia eredetű volt, ami könyvelt tételek összességeként is felfogható a Napkirály korából - vagyis ezen aranymennyiség átadása a lázadóknak a kincstári jelentésekben ugyanúgy szerepelt, mint a Rákóczi és a franciák közt létrejött megállapodások lapjain. Amennyiben a franciák megtudnák, hogy az arany nagy része fennmaradt, sőt, szomszédos országba került, bizonyára igényt tartanának rá. Ehhez kötődik a másik cél: esetleges zsarolás, illetve enyhébb változatban prémium fejében történő visszaszolgáltatás. Arról, hogy végül az arany francia kézbe került, vagy Svájcban maradt volna, nincs feljegyzés.

## A készlet értéke
A szabadságharc évei alatt kapott, felhasználatlan aranymennyiség óriási értéket képviselt. A két-hároméves időhorizont számos páncélozott lovas kocsi igénybevételét tette lehetővé. Rákócziék körülbelül tizenöt tonna aranyat vettek át, melynek feltehetően nagy része megmaradt. A francia arany minősége első osztályú volt akkoriban, melyből Teleki húszdukátos aranypénzeket veretett. Egy ilyen érme súlya hozzávetőleg 70 gramm, vagyis az aranykészletből mintegy 210 000 érme készülhetett. Teleki egyetlen aranyérméje mai árfolyamon számolva 600 000 Ft-on mozog. Összesen a teljes aranykészlet ma 126 milliárd Ft-ot ér.